# 姫×姫
『姫×姫』（ヒメヒメ）は、2009年9月18日に日本のアダルトゲームブランドのEtoiles（エトワルズ）から発売されたパソコン用美少女ゲーム。

## 概要
2009年に成立したブランドEtoilesの第1作であり、同年5月21日に公式ウェブサイトが開設された。それまで主にSIESTAの作品を担当してきたイラストレーターの雨音颯が主要原画を務めている。
内容は現代日本の学園を舞台とした恋愛アドベンチャーゲームとなっており、主要なヒロインの数は5人、共通ルート4章と個別ルート3章で構成されている。
当初、篁保奈美役には成瀬未亜が予定されていたが、体調不良のために降板となり、金田まひるに変更された。
インターネットラジオ番組『姫のなまイキらじお』が2009年9月4日、9月11日、9月18日の全3回放送される。パーソナリティは倉田まりや（九条院咲姫）と氷室百合（長澤菜南）。

## ストーリー
それまで庶民の生活をしていた日向優介は、母親の結婚を機に上流階級の生徒が通う私立桜花林学園へ転入した。転入当日のトラブルから九条院咲姫の使用人にされた優介は、我が侭な咲姫に振りまわされつつも、姫とその従者3人と過ごすうちに楽しい学園生活をおくれるようにする事を考えはじめていく。

## 登場人物

### メインキャラクター
日向 優介（ひなた ゆうすけ）
主人公。名家の一人息子として誕生したが、母親が実家を出て庶民の父親と駆け落ちしたため貧乏な生活を送っていた。実父はその後過労により死去し、母親と二人だけの生活を送っていたが、その母が新しい男性と再婚したことによって私立桜花林学園へ転入した。しかし転入時の手続きミスによって学園の寮に入ることができず、現在の姫の使用人として働く代わりに、姫が昔絵画を嗜んでいたとき使っていたアトリエを住まいとして使わせてもらうことになる。自立心が強く、根性があり、以前の学校ではスポーツ特待生として奨学金を受けていた。
九条院 咲姫（くじょういん さき）
声：倉田まりや
名門・九条院家の令嬢で私立桜花林学園の現在の姫（第48代桜花林学園生徒総括責任総代）。成績優秀にして運動神経抜群だが、気が強く自己中心的。頑固者で「主義・主張を簡単に変えない主義」であることを周囲に豪語している。貧乳で低身長であることが悩み。姫となるためには先代の姫が隠したエンブレムブローチを見つけ出さなければならないのだが、咲姫はそれをたった10分で発見した。優介と同じクラスであるが姫としての公務に忙しく、授業にはほとんど出ていない。なお、桜花林学園の初代の姫の名は九条院 月姫（くじょういん かぐや）という。
篁 保奈美（たかむら ほなみ）
声：成瀬未亜→金田まひる
咲姫と遠い親戚にあたる名家出身の女子生徒。ツインテールが特徴。自分が姫になれなかったことから咲姫に強い対抗意識を持つ一方、咲姫からはライバルとしてみなされていない。咲姫と同様プライドが高く、貧乳。
相沢 美由紀（あいざわ みゆき）
声：芹園みや
咲姫の一人目の従者。人柄の面で優れていることを認められ、純潔を表す青の印を与えられている。優介のいとこ（母親の妹の娘）であり、二人は互いに親しく「みゆ姉ちゃん」「優ちゃん」と呼び合っている。優しく包容力のある性格で交渉などを担当する。
佐野峰 ひかる（さのみね ひかる）
声：鈴田美夜子
咲姫の二人目の従者。成績の面で優れていることを認められ、知性を表す赤の印を与えられている。眼鏡をかけた理知的な少女でIQ300以上の天才的な頭脳を有し、会計などを担当するが実は漫画やゴスロリファッションが大好きで、料理も得意。「にひひ」と笑う癖がある。優介と同じクラス。
長澤 菜南（ながさわ ななみ）
声：氷室百合
咲姫の三人目の従者。体力の面で優れていることを認められ、高貴を表す緑の印を与えられている。武道の心得を持つ男勝りな少女で、咲姫のボディガードを含めた力仕事を担当する。大雑把な性格で、立て付けが悪く開けにくい扉を破壊してこじ開けることも多い。一人称は「ボク」。ヒロイン一の巨乳の持ち主。

### サブキャラクター
城ノ内 ミホ（じょうのうち みほ）
声：佐藤あゆ
保奈美の実家である篁家に代々仕える城ノ内家出身の女生徒。保奈美のことを尊敬している。保奈美がいるときは咲姫に対して強気に出るものの、咲姫に言い返されると保奈美の後ろに隠れる。
北御門 静香（きたみかど しずか）
声：桃井いちご
桜花林学園理事長の娘。桜花林学園の生徒だが、既に海外の学園を飛び級で卒業している。
九条院 煌鬼（くじょういん こうき）
声：何多慶
日本の政財界に君臨する九条院グループの会長にして咲姫の祖父。鬼のように険しい人相の持ち主だが、孫娘の咲姫のことを溺愛している。
堤 一馬（つつみ かずま）
声：角川竜二
菜南の従兄でプロのピアニスト。音楽の臨時講師として学園にやってくる。

## 用語
私立桜花林学園
上流階級の子息子女が通う全寮制の名門校。内地から線路で結ばれた小島にある。
姫制度
正式名称は桜花林学園生徒総括責任総代。「姫」と呼ばれる生徒会長のような役割を果たす生徒に、学園のほぼ全権をまかされている自治制度。試しの儀により先代から証であるエンブレムブローチを代々受け継いでいる。
なお、男性が姫の座に就くことも可能である。
従者（ヴァレット）
姫をサポートする3人の従者。三人の従者はそれぞれ「知性の赤」「純潔の青」「高貴の緑」と呼ばれるキーアミュレットと呼ばれるネックレスを身につけている。
使用人
姫によって主人公に与えられた臨時の役職。

## 開発

### 企画
雨音はヒロインである咲姫の設定を作り上げ、彼女の活躍するドタバタコメディを作ろうと考えた。
その後、彼らは生徒会ではインパクトに欠けると考え、より強い権力を持つヒロインに主人公が振り回される方がトラブルやイベントが発生しやすいとし、「姫制度」の設定を採り入れた。
本作の物語は咲姫と保奈美の対立を骨子としており、本作のタイトルである『姫×姫』は二人のヒロインに挟まれる主人公を示している。

### キャラクター設定
メインヒロインである咲姫は「ツンデレ」「貧乳」「チビっ娘」という要素が取り入れられており、「姫としてふさわしい存在を目指す努力家」として設定された。
また、姫としての威厳を表現するため、制服のデザインはほかのキャラクターとは異なるものにした。
雨音は「今までは、皆さんの意図があって結構もめた結果、他のキャラクターができた後にメインヒロインが出来上がっていた。それに対し、咲姫はすごく描きやすく、一番最初に決まった」とGame-Styleとのインタビューの中で振り返っている。
咲姫のライバルである保奈美には、あえて咲姫と同じ要素が取り入られている。
一人目の従者である美由紀は、咲姫に唯一意見できると同時に咲姫が心を許せる存在として設定されており、この設定は物語後半の伏線としても用いられている。美由紀は「お姉さん系」という方向性が決まっていたものの、雨音はどう表現すべきかわからず、たくさんのデザイン候補を用意したものの、自身で決めることができず、最終的にはディレクターに決めてもらった。このため、最初の広報資料における美由紀のデザインはひかると似た色合いだったのに対し、製品版ではより柔らかなデザインとなっている。
二人目の従者であるひかるは、服飾に興味があるという設定を反映させるため、制服のデザインは他のキャラクターとは若干異なるデザインが用いられた。また、ひかるが作った衣装はほかのキャラクターとの関係を示す道具として使われている。さらに、ひかるはドタバタ要員という位置づけであり、「能力のある変人」「多趣味」という設定が付与された。
ひかるのデザインを担当した朱乃月蓮夜は本作が原画デビュー作であり、雨音は「自分の絵柄にマッチするので、違和感なく作品に溶け込んでいると思う」と起用した理由についての中で述べチエル。
三人目の従者である菜南はボーイッシュな性格とは対照的に、女性的なデザインが施された。初期案における菜南の髪型はショートヘアだったが、女性らしさを出すために長い髪に変更された。
菜南のデザインを担当したmoricも本作が原画デビュー作であり、菜南の容姿はデザイナーの趣味を反映している。

## スタッフ
- 原画：雨音颯（咲姫、保奈美、美由紀）、朱乃月蓮夜（ひかる）、 moric（菜南、ミホ、静香、煌鬼、一馬）、成瀬未亜（SD原画）
- シナリオ：風間ぼなんざ、二瓶しのぶ、中森南文里
- シナリオアシスト：Hatsu、沢柾機、久地マコト（Tプロジェクトスタジオ）
- 音楽：藤原もりじ・平林征児（ソルシエール・サウンド・デザイン）

## 主題歌
オープニング「WarpDrive」
作詞：眼鏡友の会/E.C / 作曲：藤原もりじ（ソルシエール・サウンド・デザイン） / 編曲：平林征児（ソルシエール・サウンド・デザイン） / 歌：樋口レン

## 購入特典
- 予約キャンペーン特典：姫×姫ビジュアルファンブック
- ショップ特典
  - ソフマップ：描き下ろしフルカラーベットシーツ+お風呂ポスター+下敷き
  - メッセサンオー：保奈美描き下ろし等身大ベッドシーツ+描き下ろしテレカ
  - げっちゅ屋：クリア下敷き+描き下ろしテレカ